# Hokej Šumperk 2003
Die Draci Pars Šumperk (offiziell Hokej Šumperk 2003) sind ein Eishockeyclub aus Šumperk, Tschechien, der seit 2020 wieder in der zweitklassigen 1. Liga Tschechiens spielt.

## Geschichte

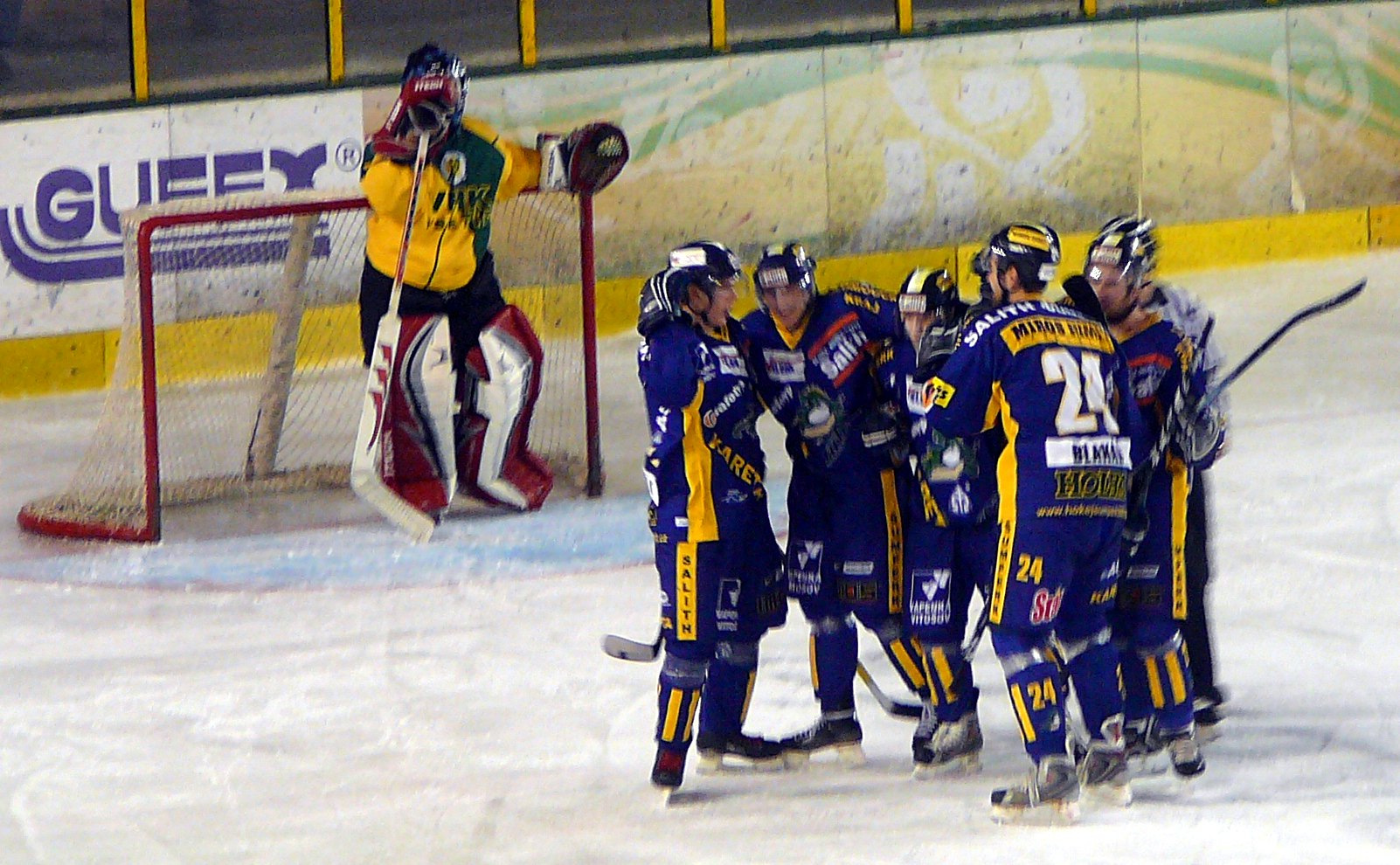
Spieler des Clubs im Dezember 2008

Der Verein wurde 1945 als TJ Železničář Šumperk gegründet. 1969 wurde das 3500 Zuschauer fassende Eisstadion eröffnet. Bis in die 1990er Jahre spielte der Verein auf regionaler Ebene, bevor 1995 der Aufstieg als HC Šumperk in die 2. Liga gelang. 1998 und 1999 wurde die erste Mannschaft Meister dieser Liga und schaffte 1999 den Aufstieg in die 1. Liga. Doch schon 2002 folgte der Zwangsabstieg und die Auflösung des Vereins.
Als  Hokej Šumperk 2003 wurde der Verein 2003 neu gegründet und schaffte 2007 den Wiederaufstieg in die 1. Liga. Am Ende der folgenden Spielzeit erreichte das Team nur den letzten Tabellenplatz und stieg wieder in die 2. Liga ab.
Am Ende der Spielzeit 2008/09 wurde der Verein Meister der Ost-Staffel der 2. Liga und setzte sich in der Qualifikation zur 1. Liga durch, so dass die Mannschaft ab 2009 wieder zweitklassig spielte. In der folgenden Spielzeit stieg der Verein wieder ab, bevor er 2011 erneut die Meisterschaft der Ost-Staffel gewann und an der Liga-Relegation teilnahm. In dieser schaffte Salith Šumperk den Wiederaufstieg in die 1. Liga.
2016 folgte der erneute Abstieg in die dritte Spielklasse (2. česká hokejová liga), 2020 als Staffelsieger dieser Spielklasse der Wiederaufstieg in die 1. Liga.

## Erfolge
- Meister der 2. Liga 1998, 1999 und 2007
- Meister der 2. Liga (Staffel Ost) 2009, 2011 und 2020
- Aufstieg in die 1. Liga 1999, 2007, 2009, 2011 und 2020

## Bekannte ehemalige Spieler
- Roman Meluzín